# Anommatus beszedesi
Anommatus beszedesi is een keversoort uit de familie knotshoutkevers (Bothrideridae). De wetenschappelijke naam van de soort werd in 1915 gepubliceerd door Edmund Reitter.